# Calliphora rufipalpis
Calliphora rufipalpis este o specie de muște din genul Calliphora, familia Calliphoridae. A fost descrisă pentru prima dată de Macquart în anul 1834.
Este endemică în Franța. Conform Catalogue of Life specia Calliphora rufipalpis nu are subspecii cunoscute.